# Municipio de Howe (condado de Forest)
El municipio de Howe (en inglés: Howe Township) es un municipio ubicado en el condado de Forest en el estado estadounidense de Pensilvania. En el año 2000 tenía una población de 417 habitantes y una densidad poblacional de 1.8 personas por km².

## Geografía
El municipio de Howe se encuentra ubicado en las coordenadas 41°35′00″N 79°03′59″O / 41.58333, -79.06639.

## Demografía
Según la Oficina del Censo en 2000 los ingresos medios por hogar en la localidad eran de $25,972 y los ingresos medios por familia eran de $25,625. Los hombres tenían unos ingresos medios de $26,250 frente a los $13,750 para las mujeres. La renta per cápita de la localidad era de $5,223. Alrededor del 63,3% de la población estaba por debajo del umbral de pobreza.